# Galium ruwenzoriense
Galium ruwenzoriense là một loài thực vật có hoa trong họ Thiến thảo. Loài này được (Cortesi) Ehrend. mô tả khoa học đầu tiên năm 1957.